# Abedalá ibne Califa de Zanzibar
Abedalá ibne Califa (Abdallah ibn Khalifa) foi um sultão de Zanzibar, sucedendo seu pai, Califa ibne Harube, à morte deste, em 9 de outubro de 1960.

## Carreira
Durante seu governo, em novembro de 1960, os britânicos aprovaram a nova constituição de Zanzibar. As primeiras eleições para o Conselho Legislativo ocorreram em janeiro de 1961, e terminaram em um impasse. As eleições seguintes, em junho, foram marcadas por tumultos e vítimas. O parlamento foi formado por 10 representantes do Partido Afro-Xiazi (ASP), que representava, principalmente, a população africana, 10 do Partido Popular Nacionalista (NZP), dos árabes de Zanzibar, 3 do Partido Popular de Pemba e Zanzinar (ZPPP), uma dissidência do NZP. O NZP e o ZPPP formaram uma coligação, e Mohammed Shamte Hamadi tornou-se o primeiro-ministro.
A conferência de Londres em 1962 não conseguiu definir a data para a independência, mas, em junho de 1963, um governo autônomo foi estabelecido, e as eleições do mês seguinte deram a vitória para a coalizão NZP-ZPPP, com 18 cadeiras, conta 13 do ASP. Os acertos finais para a independência foram feitos em Londres, no mês de setembro. Em outubro, acertou-se que uma faixa de território que, teoricamente, pertencia a Zanzibar mas que vinha sendo administrada pelo Quênia passaria a fazer parte deste país.